# Academia Colombiana de Ciencias Económicas
La Academia Colombiana de Ciencias Económicas (ACCE) es una desorganización sin ánimo de lucro privada cuya sede se encuentra en Bogotá.
Es miembro del Colegio Máximo de Academias de Colombia y funciona como órgano de consulta y asesoría al Congreso de la República y el Gobierno Nacional de Colombia con temas económicos desde 1993.
La academia tiene como objetivo aumentar el patrimonio y acervo económico de los investigadores, pensadores y catedráticos para analizar, discutir y enseñar diferentes temas de la ciencia económica y política.
La academia está compuesta por una distinguida nómina de miembros académicos y eminentes hombres públicos que han ejercido en ministerios, departamentos administrativos, universidades e instituciones internacionales.

## Estructura
La academia está estructurada alrededor de una rama ejecutiva compuesta por la junta directiva, la presidencia y la secretaría general y por una asamblea general. Existen también diferentes comisiones para el desarrollo académico, órganos de control y comités administrativos. 

## Obras
Desde su creación los académicos de la ACCE han contribuido con más de 59 libros y publicaciones, entre otros:
- Triste Colombia, ¿Que une a los colombianos ?  (2022)
- La Deconstrucción y Concordancia del Desarrollo  (2022)
- La ruralidad que viene y lo urbano (2021)
- El capitalismo tardío y periférico en tres tiempos siglos XIX, XX, XXI (2021)
- Raíces de una nación marcada por la desigualdad (2021)
- Colombia. Algunos problemas de hoy visto por los jóvenes (2021)
- La desigualdad y la captura del Estado (2021)
- Elementos para una (re)interpretación convenciones internacionales de drogas (2021)
- Crecimiento económico sostenible (2020)
- Los criollos 1759-1810 (2020)
- La lógica del desarrollo capitalista (2020)
- Surgimiento y desarrollo del liberalismo de la República 1830-1880 (2019)
- Estado y Nación 1810-1830 (2019)
- Economía política, regulación e informalidad (2018)
- Libertad y felicidad: bases del desarrollo humano integral (2018)
- La academia y el proceso de paz (2017)
- Capitulaciones comuneras y pensamiento prerrevolucionario 1781-1810. (2017)
- América en la aldea global: retos y asimetrías (2017)
- La transgresión moral de las élites y el sometimiento de los Estados (2017)
- Piketty y los economistas colombianos (2015)
- El desarrollo humano: la liberación de la conciencia y las capacidades humanas (2015)
- El posconflicto: una mirada desde la academia (2015)
- Debates y paradigmas de las políticas de drogas en el mundo y los desafíos para (2015)
- Economía política, ciudad e historia (2015)
- Virreyes y funcionarios neogranadinos ante las reformas Borbónicas  1729-1818 (2014)
- Controversia actual sobre teoría y política económicas (2014)
- La tierra en la historia de Colombia (2014)
- El Estado Estratega para el Ordenamiento Territorial (2013)
- Bogotá: las políticas públicas y la ciudad (2013)
- Tensiones y conflictos de la política económica y social (2013)
- Globalización, crecimiento y desarrollo (2013)
- La minería colonial del siglo XXI. No todo lo que brilla es oro (2013)
- Antología económica colombiana. Tomo III (2012)
- Enfoques sobre el origen de la crisis mundial de 2008 (2011)
- Precarización del trabajo en la ciudad (empobrecimiento en Colombia) (2010)
- El Estado-lego y la Fractura Social (2007)
- El Estado Regulador de Riesgos (2007)
- Antología económica colombiana. Tomo II (2006)
- Economía crítica (2005)
- Colombia, economía y sociedad. Pasado, presente y futuro (2004)
- Enfoques sectoriales del desarrollo (2004)
- Antología económica colombiana. Tomo I (2004)
- El desenlace neoliberal: tragedia o renacimiento (2004)
- Rescate de lo público: poder financiero y derechos sociales (2003)
- Instituciones parafiscales y desarrollo económico y social (2002)
- La salida: un nuevo modo de desarrollo humano para la paz (2001)
- Tendencias recientes en la distribución del ingreso en Colombia (2001)
- Política Fiscal y el efecto desplazamiento sobre la inversión privada (2001)
- Realidad y perspectivas del sector agrario (2000)
- Cómo construir una nueva organización económica. (2000)
- Ensayos sobre teoría económica, economía urbana y regional... (1999)
- La guerra y la paz en la segunda mitad del siglo XX en Colombia (1999)
- Alternativas a la encrucijada neoliberal. (1998)
- Social Merconomía (1997)
- Agroindustria y desarrollo rural (1997)
- Apertura y crecimiento económico (1996)
- Del neoliberalismo a la posmodernidad (1996)
- Las políticas macroeconómicas en América Latina (1994)
- Ensayos de historia económica de Colombia (1990)
- Ensayos sobre la problemática cambiaria, monetaria y financiera de Colombia (1990)
- Ensayos sobre teoría y política económicas (1985)

## Académicos honorarios
- Hernán Echavarría Olózoga
- Hernando Gómez Otálora
- Carlos Lleras Restrepo
- Isidro Parra-Peña
- Abdón Espinosa Valderrama
- Armando Samper Gnecco

## Académicos eméritos
- Absalón Machado Cartagena
- Clemente Forero Pineda
- Eduardo Sarmiento Palacio
- José Antonio Ocampo
- Julio Silva-Colmenares
- Rubén Darío Utria